# ベトナム共和国陸軍
ベトナム共和国陸軍（ベトナムきょうわこくりくぐん、ベトナム語：Lục quân Việt Nam Cộng hòa / 陸軍越南共和、英語：Army of the Republic of Viet Nam - ARVN）とは、1955年から1975年まで存在したベトナム共和国の陸軍である。しばしば単に南ベトナム陸軍(South Vietnamese Army, SVA)と呼ばれるほか、英語略称のARVNの語も広く使われている。ベトナム戦争では139万4千人もの死傷者を出したといわれている。
サイゴン陥落後、共和国軍はベトナム人民軍(北ベトナム軍)によって解体された。この際、一部の高級将校らはアメリカ合衆国などへの亡命に成功したが、数千人とも言われる共和国軍将兵は統一されたベトナム社会主義共和国において再教育施設に送られた。

## 歴史

### ベトナム国軍 1949年～1955年

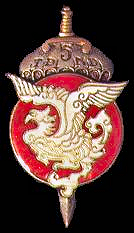
ベトナム第5空挺大隊の部隊章。同大隊はディエンビエンフーの戦いにも参加した。

1949年3月8日、エリーゼ合意の下、バオ・ダイ皇帝を元首とするベトナム国の独立が認められ、まもなくしてベトナム国軍(ベトナム語：Quân đội Quốc gia Việt Nam, 英語：Vietnamese National Army - VNA)の編成が行われた。
国軍はフランス極東遠征軍と共同してホー・チ・ミン率いるベトミン共産軍を相手として戦い、ナサンの戦い、アトラス作戦、ディエンビエンフーの戦いなど、第一次インドシナ戦争の主要な戦線のほとんどに展開した。
1950年代初頭にかけて、国軍はフランス遠征軍をモデルとした近代的軍組織に再編成された。兵科は歩兵、砲兵、輜重、装甲騎兵、空挺、航空隊、海軍などに細分化され、将校の教育施設として国軍大学校が設置された。1953年には将兵全てがベトナム人となる。元植民地空軍士官のグエン・ヴァン・ヒン参謀長など、将校にはダラットのフランス軍士官学校(Ecoles des Cadres)を修了した者も多かった。
1954年にジュネーヴ協定が締結されると、フランス領インドシナは消滅したものとされ、1956年までに全フランス軍がベトナム、ラオス、カンボジアから撤退した。1955年にはゴ・ディン・ジエム首相の命により、国軍がビン・スエン派民兵の殲滅を試みている。

### ベトナム共和国陸軍 1955年～1975年

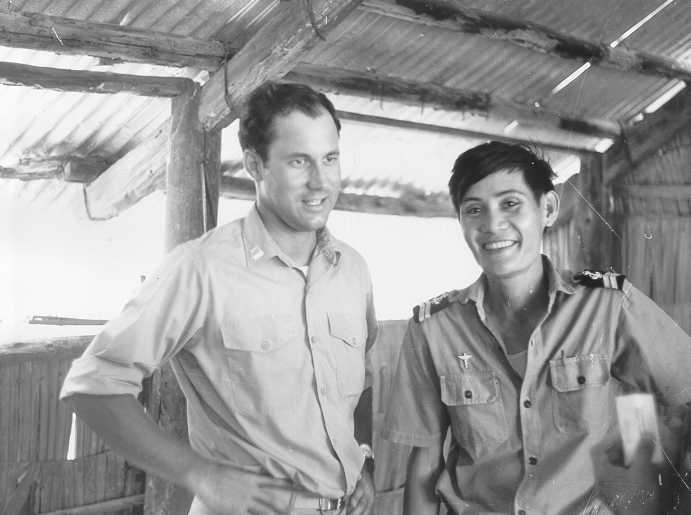
民間医療支援活動に参加したアメリカ沿岸警備隊の巡視艇USCGCシャーマンの船医と、南ベトナムの衛生兵。

1955年10月26日、アメリカの支援を受けたゴ・ディン・ジエム大統領によるベトナム共和国が成立する。これと共に軍の再編が行われ、1955年12月30日にはベトナム共和国軍(ベトナム語：Quân Đội Việt Nam Cộng Hòa - QDVNCH, 英語：Republic of Vietnam Military Forces - RVNMF)となる。この際に陸軍航空隊も独立した軍種としてベトナム共和国空軍（ベトナム語：Không lực Việt Nam Cộng hòa - KLVNCH, 英語：Vietnamese Air Force - VNAF）に再編・改名され、陸海空の三軍体制が整った。当初、共和国陸軍の前に立ちはだかったのはジエム政権と対立する南ベトナム解放民族戦線（ベトコン）のゲリラ部隊であった。アメリカ合衆国のジョン・F・ケネディ政権は共和国陸軍の対ベトコン作戦を支援するべく、財政支援の投下と軍事顧問の派遣を行った。この対ベトコン作戦の最中、ジエムの弟でもあるゴ・ディン・ヌー大統領顧問が立案した戦略村計画(Strategic Hamlet Program)として知られる計画は、集落から住民を追い出してそのまま要塞陣地化するというものだったが、この計画はあまりに非人道的であるとして欧米諸国のメディアから非難を受けた。また熱心なカトリックであったジエムは、カオダイ教やホアハオ教などの民兵団を解散させるだけではなく、共和国陸軍を用いて仏教寺院への襲撃を繰り返した。この点も海外のメディアによって非難されたが、ジエムは多くの仏教寺院がベトコンのゲリラを匿っているのだと説明した。1963年8月21日深夜に行われた特殊部隊によるサーロイ寺への襲撃では数百人もの死傷者が出たとされている。
1963年、共和国陸軍将校団によるクーデターの折、ジエム大統領が暗殺される。このクーデターの背後にはアメリカ大使ヘンリー・ロッジの関与があったとされる。混乱の中でズオン・バン・ミン将軍が大統領に就任し、軍事政権が成立した。クーデター後、対ベトコン作戦におけるアメリカの役割は徐々に大きくなり、対照的に共和国陸軍の重要性は低下していった。また同時に軍上層部の腐敗も深刻なまでに進んでいった。アメリカは共和国陸軍の体制を強く批判し続けたものの、軍事物資及び資金の援助は続けられた。

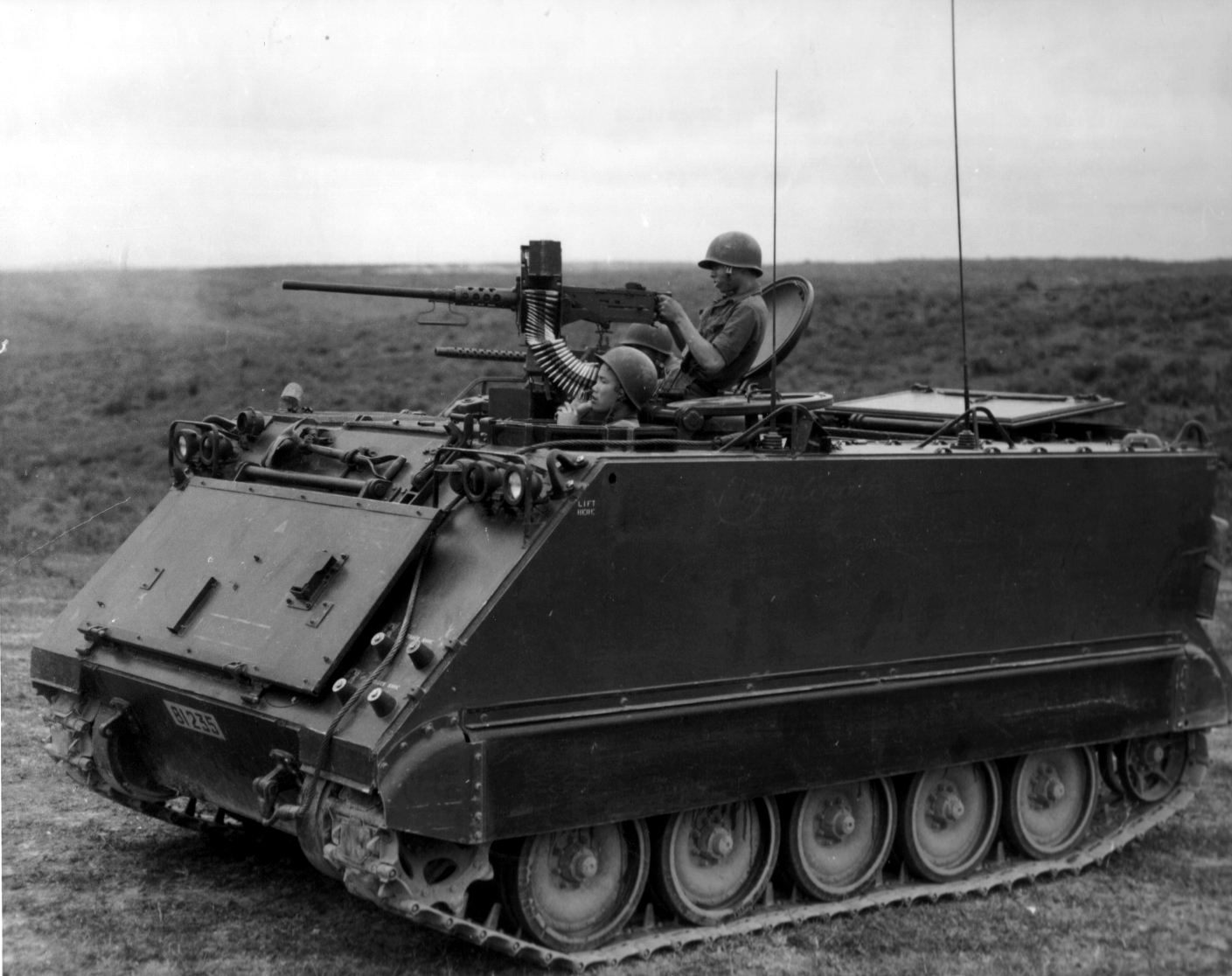
共和国陸軍のM113装甲車。ベトナム戦争で使用された。

ベトナム戦争はしばしば「アメリカ対ベトナム」という構図で表現されるが、実際にはアメリカが行った大規模な作戦の何れにも共同するベトナム共和国軍部隊が参加していた。
アメリカ製のM113装甲車は本来、いわゆる「戦場のタクシー」(Battle Taxi)として開発されたものである。共和国陸軍でも当初は同様の運用を行っていたが、ベトコンや人民軍との戦いで得た戦訓の元で設計されたのがM113 ACAVと呼ばれる改良型である。共和国陸軍によるM113 ACAVの運用について特記すべきは、第3装甲戦隊における運用であろう。同中隊はACAVを用いる新たな戦術、および対ベトコン作戦における類稀なる勇敢を湛え、アメリカ大統領より大統領殊勲部隊の称号を与えられている。
ベトナム戦争ではおよそ58,000人のアメリカ兵が戦死したが、共和国軍の戦死者は224,000人を越えるとされている。人民軍やベトコンの将兵と共和国軍の将兵が親類・家族であるケースも多かったという。

### 最後の戦い
1969年、リチャード・ニクソン大統領は「ベトナム化」プロセスの開始を宣言した。これはアメリカ軍の撤兵と共に、ベトナム戦争をベトナム人勢力（人民軍、ベトコン、共和国軍）のみで行わせる事を目的としていた。以降、共和国軍が担う主要な任務は対ゲリラ作戦から本格的な国防へと徐々に移行していった。
1969年から1971年にかけて、共和国陸軍は年間平均で22,000人の戦死者を出した。1968年以降、ベトナム共和国では国内の動員可能な男性を全て召集し、1972年までに100万人の兵力を組織した。1970年にはアメリカと共同してカンボジアへの侵攻も試みている。アメリカ軍は撤兵直前まで共和国陸軍の装備類を更新しようと試みていたが、結局その水準は韓国軍にも劣る程度に留まっていた。そして、最大の問題は将校の質である。共和国陸軍の多くの将校は指揮能力や勇敢さに欠け、訓練も不十分であり、ほとんど使い物にならなかったとされる。しかしアメリカ軍の航空支援の下ではあったとはいえ、アメリカ軍地上戦力が撤退した後も共和国軍は北ベトナム及びベトコンに対して頑強な抗戦を続けた。
1972年、ヴォー・グエン・ザップ将軍による「イースター攻勢」が発動され、人民軍が軍事境界線を突破してベトナム共和国へ侵攻した。この攻勢は歩兵の波状攻撃と援護砲撃に加え、人民軍としてははじめて大規模な機甲戦力を組み合わせた作戦であった。T-54戦車の多くはLAWロケットで撃破されたものの、引き換えに共和国陸軍は多大な損害を被った。その後、人民軍とベトコンはクアンチ省を占領し、ラオスおよびカンボジアの国境に沿って侵攻を続けた。

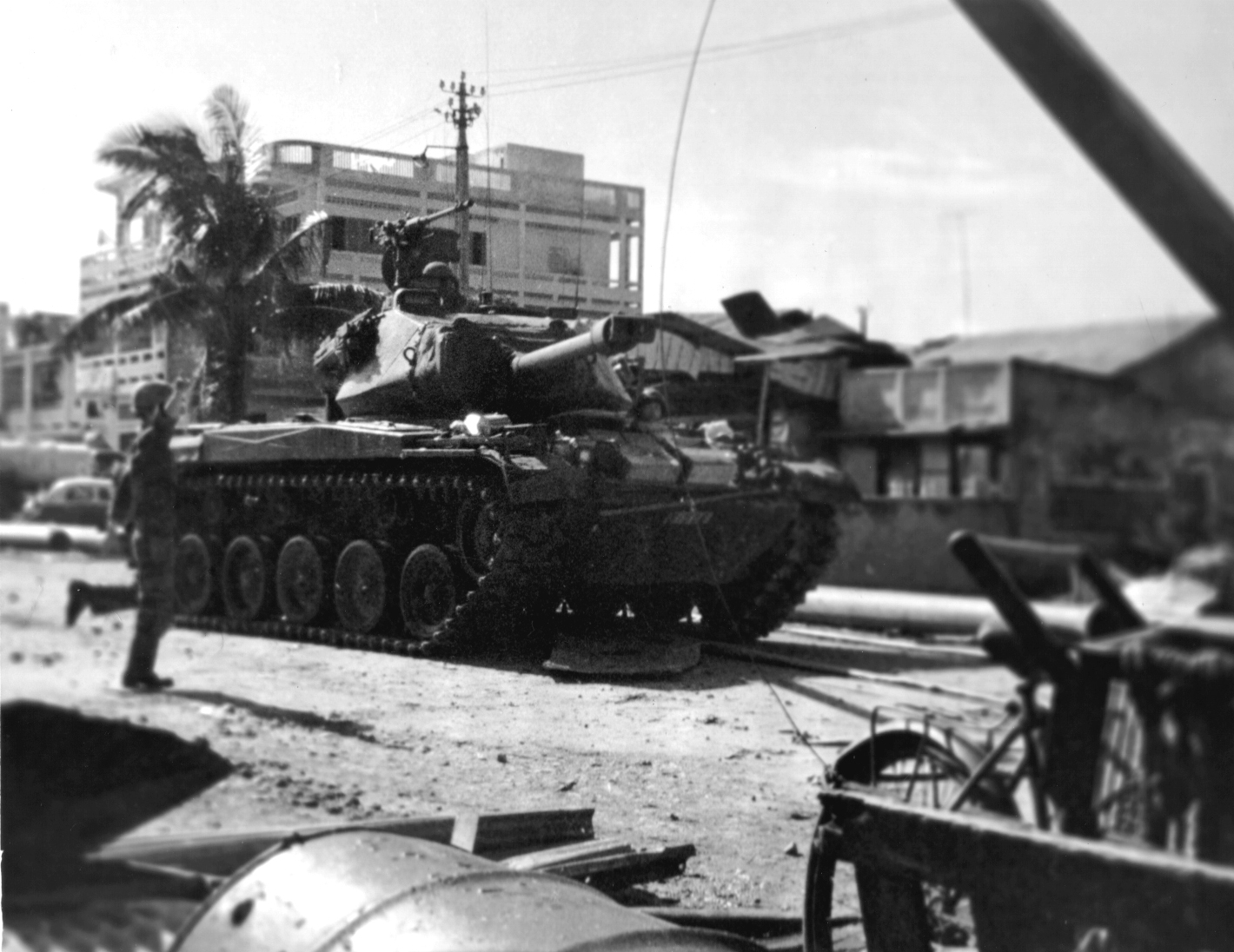
共和国陸軍はM41軽戦車でT-54と戦った。

ベトナム共和国の崩壊が始まる頃、リチャード・ニクソン大統領はラインバッカー作戦の元で大規模な爆撃を決定した。また同時期、グエン・バン・チュー大統領はフエの防衛と脱走兵の処刑を担当していたホアン・スアン・ラム将軍を解任し、後任にはゴ・クアン・チュオン将軍を充てた。最終的に、アメリカ軍の航空および艦砲支援を受けながらではあったが、共和国陸軍将兵の奮闘によってイースター攻勢は足止めされた。さらに共和国陸軍はベトナム共和国領土を占領していた人民軍の一部を撃退したものの、クアンチ省の奪還には至らなかった。
1972年末に行われたラインバッカーII作戦の失敗を経て、アメリカとハノイ政府の交渉が実現する。1974年、アメリカ軍は完全にベトナムから撤兵した。これ以降、共和国軍は孤軍奮闘を強いられる事になるが、アメリカなど各同盟国軍が現地遺棄した装備等を使用することは可能だった。共和国軍の有する各種装備の量は人民軍およびベトコンのほぼ4倍になった。例えばアメリカはB-52爆撃機のみを持ち帰った為、共和国軍は何千機もの戦闘機を有する事になり、その規模は当時世界第4位にもなったという。
しかしこうした数字は欺瞞に過ぎず、アメリカは軍事援助の縮小にも着手した。またこの頃、一方の北ベトナムでもソ連や中国からの援助が縮小され、彼らはT-34戦車やSU-100自走砲など旧式兵器以外の援助を受けられなくなった。
1974年秋、ウォーターゲート事件の影響を受けてニクソンは辞任し、ジェラルド・R・フォードが新たな大統領となった。当時は既にベトナム戦争は非難の対象となっており、深刻な景気後退や取付財政赤字も相まって、議会は10億ドルから7億ドルと言われる次年度の対ベトナム共和国援助を打ち切った。1975年のサイゴン陥落には、ベトナム共和国政府および軍部の腐敗だけではなく、アメリカの援助打ち切りも少なからぬ影響を与えていると言われる。
資金難はベトナム共和国における軍民共の士気崩壊に直結し、共和国軍がベトコンや人民軍に勝利する事はいよいよ難しくなってきた。アメリカの支援打ち切りはベトナム共和国全土の占領を目論む北ベトナムにとっても絶好の機会となった。さらに新たなアメリカ政府は、ニクソンがチュー大統領の為に結んだ「（ハノイ政府が）パリ和平協定に反した攻撃を行った際、激しい報復を受けるであろう」という約束を自らが破る事を考えていなかった。これも北ベトナムに攻撃を決断させた一因だといわれている。
3月26日、ベトコンの攻勢によりフエが陥落すると、ベトナム共和国政府は完全に崩壊し、共和国軍の統制も失われた。共和国陸軍の将兵は道路に溢れる避難民に紛れてベトナム共和国からの脱出を図った。人民軍は遺棄された共和国軍の兵器を接収して攻勢を強化していった。崩壊の中では必然的に多くの共和国陸軍将校が保身の為に軍務を放棄し、より多くの下級将校や兵下士官が大攻勢の中に見捨てられていった。報道されたところによれば、チュー大統領はCIAの支援を受けて大量の現金と共に共和国を脱出したとされている。
スアンロクに展開した第18師団やサイゴン周辺の攻防戦を除き、ベトナム共和国全土において共和国軍の抵抗はほとんど確認されていなかった。フエ陥落から数ヵ月後、サイゴンが陥落すると共にベトナム共和国は政治的実態として消滅した。共和国軍の敗北は世界中に衝撃を与えたが、北ベトナム当局ではむしろ共和国そのものの崩壊の速さに驚きを覚えたという。
アメリカは共和国陸軍に対して、793,994挺のM1カービン、640,000挺のM16小銃、34,000挺のM79擲弾銃、40,000セットの通信機、20,000輌の半トントラック、214輌のM41戦車、77輌のM577指揮車輌(M113の派生型)、930輌のM113装甲車(APC/ACAV)、120輌のV-100装甲車、190輌のM48戦車などを給与した。さらに1972年11月には少なくとも59輌のM48A3戦車、100輌のM113 ACAV、各種航空機およそ500機が共和国へと送られている。これほど大規模な援助を受けていたにも係わらず、共和国陸軍がアメリカ兵の役割を兼ねることはついに叶わなかった。1972年の攻勢において、人民軍はほとんどアメリカ軍による空爆で撃退されている。
ベトナム空軍はA-1攻撃機、A-37攻撃機、F-5戦闘機などあわせて200機に加えて、30機のAC-47ガンシップ、輸送機や訓練および偵察機など600機、および500機のヘリコプターを保有していた。これらの航空機ではB-52爆撃機とF-4戦闘機などのようなアメリカ軍の打撃力を再現できなかった。多くの航空機は航空戦よりむしろ地対空ミサイルなどの対空砲火によって撃墜された。
地上戦力は100万人を超えていたが、上層部の腐敗も相まって士気は常に低かったとされている。
ベトナム戦争終結後、共和国軍の将兵は社会主義政権による迫害を受けた。彼らは逮捕されると厳しい強制労働と政治教化を施す再教育キャンプと呼ばれる収容施設へと送られた。彼らの多くは地雷除去などの極めて危険な作業に駆り出され、そのうちの何千人もが病気や飢餓で命を落としたとされる。ビエンホアにあった共和国の軍人墓地も破壊された。2000年代に入ると、「The Returning Casualty」などの慈善活動が活発化し、軍人墓地の復元や再教育キャンプ跡地での遺骨収集などが行われている。1989年、CBSニュースのレポーターであるモーリー・セーファが元共和国陸軍将兵への取材を試みたところ、ある兵士は次のように語ったという。
「我らが惨めな陸軍は、勝者に呪われ、同盟国に見捨てられ、そして丁重に時間をかけて、我が将校の手で台無しにされたのだ」

## 主要な編成

### 軍団
- 第1軍団戦術区域（英語版）(I Corps Tactical Zone, I CTZ)
- 第2軍団戦術区域（英語版）(II Corps Tactical Zone, II CTZ)
- 第3軍団戦術区域（英語版）(III Corps Tactical Zone, III CTZ)
- 第4軍団戦術区域（英語版）(IV Corps Tactical Zone, IV CTZ)
- 第44戦術区域(44th Tactical Zone)

### 師団
- 第1歩兵師団（英語版）
- 第2歩兵師団（英語版）
- 第3歩兵師団（英語版）
- 第5歩兵師団（英語版）
- 第7歩兵師団（英語版）
- 第9歩兵師団（英語版）
- 第18歩兵師団（英語版）
- 第21歩兵師団（英語版）
- 第22歩兵師団（英語版）
- 第23歩兵師団（英語版）
- 第25歩兵師団（英語版）
- 空挺師団（英語版）
- 海兵隊（英語版）

### 特殊部隊
- レンジャー部隊(BDQ)
- ベトナム共和国陸軍特殊部隊
- 第3装甲戦隊（英語版）

## 著名な軍人
- カオ・バン・ジエン（英語版）
- ダン・バン・クアン（英語版）
- ド・カオ・チー（英語版）
- ズオン・バン・ミン
- レ・ミン・ダオ
- レ・グエン・ビ
- レ・バン・フン
- リ・トン・バ(Ly Tong Ba)
- ゴ・クアン・チュオン（英語版）
- グエン・バン・ヒエウ（英語版）
- グエン・カーン
- グエン・ゴク・ロアン
- グエン・クァ・ナム（英語版）
- グエン・ドク・タン(Nguyen Duc Thang)
- グエン・ベト・タン（英語版）
- グエン・チャン・チ（英語版）
- グエン・バン・チュー
- ファン・バン・ドン (南ベトナム)（英語版）
- ファン・バン・フー（英語版）
- ファン・トン・チー(Phan Trong Chinh)
- トラン・バン・ミン（英語版）
- トラン・バン・ハイ（英語版）